# 지적 설계
지적 설계(知的設計, 영어: intelligent design)는 유기체는 외부의 설계자로 인해 환원불가능한 규칙성을 가지고 있다는 주장이다. '의도적 존재'와 '우연적 존재'인지를 구분하려는 시도 중 '의도적 존재'에 대한 주장이다. 다시 말하면 탐구 대상의 기원이 의도에 의한 설계인지 아무런 의도가 없는 자연 발생인지를 밝히는 것이라는 정의를 내리고, 의도적 존재라면 탐구 대상은 외부의 설계자로부터 의도적 요소인 '디자인'(Design, 설계(設計)으로 인해 설계되어 있다고 말한다.

## 개요
지적 설계(知的設計, 영어: intelligent design)는 창조과학의 변형적 형태로, 사이비과학의 한 종류로 분류된다.
지적 존재(知的存在, 영어: designer)는 탐구 대상이 '의도적 존재'일 경우에 당위적으로 추론되는 '의도의 발현자'이다. 지적 설계에서 지적 존재가 가지는 의미는 '결과론적 존재 여부'이다. 풀어 말하자면 "탐구 대상이 의도적 존재이므로 이러한 의도를 발현한 자가 존재한다."라는 말이며, '존재한다'에 그 방점이 있다. 여기서 '존재 여부'만이 논리적 추론 범주에 들어갈 뿐, 그 외에 '지적 존재의 특성', '설계 방법', '탐구 대상의 제작 방법' 등은 추론이 불가하므로 논외로 한다. 예를 들어, 정밀하고 복잡한 구조의 시계는 자연 상태에서 스스로 발생할 수 있는 것이 아니므로 이는 설계된 것으로 보아야 하며, 그 시계가 설계되었다면 이를 설계한 설계자(지적존재)가 존재해야 한다는 주장이다.
이는 윌리엄 페일리의 "시계공 논증"에 기초하고 있으며 이는 철학적 귀추법의 일종이라 볼 수 있다. 하지만 이후 등장한 필립 존슨과 마이클 비히 등의 주장은 진화 등 다양한 과학이 밝혀낸 사실들을 부정하는 의사과학으로 지적설계의 방향성을 정하게 되었다. 이는 증명된 과학이론인 진화이론에 대한 잘못된 이해에서 비롯되었으며, 지적설계라는 개념 자체가 쇠퇴하게 되는 영향이 되었다. 지적설계는 창조과학의 변형된 형태에 불과하다는 것을 일반적으로 받아들여지며, 과학과 종교의 관계를 대립관계로 만드는 역할을 하기도 했다.

## 역사

### 시계공 논증과 지적설계 논증
1802년 영국의 윌리엄 페일리는 자신의 저서인 <자연 신학: 자연의 모습으로부터 수집한 신의 속성 및 존재의 증거>에서 "우리가 들판에서 시계를 보았다면, 목적에 대한 적합성은 그것이 지성의 산물이며 단순히 방향성이 없는 자연적 과정의 결과가 아님을 보증한다. 따라서 유기체에서의 목적에 대한 놀라운 적합성은, 전체 유기체의 수준에서든 여러 기관의 수준에서든 유기체가 지성의 산물임을 증명한다"는 주장을 하였다.

풀밭을 걸어가다가 '돌' 하나가 발에 채였다고 상상해 보자. 그리고 그것이 어떻게 거기에 있게 되었는지 의문을 품는다고 가정해 보자. 내가 알고 있는 것과는 반대로, 그것은 항상 거기에 놓여 있었다고 답할 수 있을 것이다. 그리고 이 답의 어리석음을 입증하기란 그리 쉽지 않을 것이다. 그러나 돌이 아니라 '시계'를 발견했다고 가정해 보자. 그리고 어떻게 그것이 그 장소에 있게 되었는지 답해야 한다면, 앞에서 했던 것 같은 대답, 즉 잘은 모르지만 그 시계는 항상 거기에 있었다는 대답은 거의 생각할 수 없을 것이다.…… 시계는 제작자가 있어야 한다. 즉 어느 시대, 어느 장소에선가 한 사람, 또는 여러 사람의 제작자들이 존재해야 한다. 그는 의도적으로 그것을 만들었다. 그는 시계의 제작법을 알고 있으며 그것의 용도를 설계했다.…… 시계 속에 존재하는 설계의 증거, 그것이 설계되었다는 모든 증거는 자연의 작품에도 존재한다. 그런데 그 차이점은 자연의 작품 쪽이 상상을 초월할 정도로, 또는 그 이상으로 훨씬 더 복잡하다는 것이다
당시 복잡한 기계의 대표 격이었던 시계를 가지고 그 복잡성을 생명의 복잡성과 비교하면서 생명이 설계되었음을 역설한 페일리의 논증은 대표적인 설계논증이다.

### 지적설계의 등장
20세기 이후의 지적설계운동의 효시는 미국의 법학자인 필립 존슨이 1991년에 출판한 <심판대의 다윈>이라고 볼 수 있다. 이 책에서 존슨은 진화론이 과학적인 근거에 기초한 것이 아니라 자연주의 철학에 근거한다고 주장했다. 과학 전공자가 아니었던, 법학자인 존슨은 다윈 이후 150년 이상 지속되어 온 '창조론 대 진화론' 논쟁의 본질이 과학적인 증거로서 해결될 수 있는 문제가 아니라, 무신론 대 유신론이라는 두 개의 상충되는 세계관 사이의 대결이라고 주장하였다. 1996년는 이러한 주장들이 심화되어 지적설계가 사이비과학이 되는 기반을 제공하게 되었다. 미국의 리하이 대학교의 생화학 교수인 마이클 베히는 <다윈의 블랙 박스>의 출판을 통해 과학 연구가 아닌 대중을 기반으로 하는 프로파간다적 성향의 지적설계를 주장했으며, 이것으로 리하이대학교는 학교의 일반적 견해와 베히의 주장은 서로 아무 관련이 없다라는 것을 밝히고 있다. 그 후 1998년에는 미국의 전산학자인 윌리엄 뎀스키는 지적 원인이 경험적으로 탐지가 가능하며 관찰한 데이터에 기반하여 지적 원인과 방향성이 없는 자연적 원인을 믿을 만하게 구분할 수 있는 방법이 존재한다는 주장을 폈다. 요약하자면 무지에 호소하는 논증의 일종으로, 이들은 해당 내용을 단 한번도 연구로 출판한적이 없다.

### 도버 교육 위원회 사건
도버 교육 위원회를 포함한 미국의 일부 교육 위원회는 지적 설계를 진화론의 한 대안으로서 가르쳐야 한다고 주장했다. 이러한 비과학적인 주장에 반발하여 날아다니는 스파게티 괴물과 같은 패러디 종교가 나오기도 했다. 미국 연방 법원은 이런 교육 위원회의 결정이, 특정 종교를 지지하는 어떤 법률도 제정될 수 없다고 명시한 수정 헌법에 어긋나므로 위헌이라고 판결했다. 키츠밀러 대 도버 교육 위원회 사건(2005년)에서 연방 법원 판사 존 E. 존스 3세는 지적 설계가 과학이 아니라 실질적으로 종교라고 판시했다.

### 한국
한국에서는 2004년 8월 지적설계연구회(회장: 이승엽 서강대학교 기계공학과 교수)가 설립되어 매년 심포지움을 열어 마이클 비히 등의 지적설계론 연구자들을 초빙하는 등의 지적설계론 홍보활동을 하고 있으나, 사이비 과학적 활동으로서 전혀 연구활동은 이루어지고 있지 않다.
2012년 경 한국의 지적 설계 지지자들이 교과서 진화론 삭제 사건을 벌인 바 있다.

## 논증
대체로 "고도로 복잡하고 정교한 시스템은 설계자가 존재할 수밖에 없다"라는 시계공 논증과 "발생 과정을 알 수 없는 것은 거기에 신이 관여했기 때문이다"라는 틈새의 신 논증이 주요 골격을 이루고 있으며 그 존재나 부재를 증명할 수 없는 초월적인 지성적 존재를 전제한 논증이므로 결국 현상의 원리에 관한 과학적 논증이 아니라 무지에 호소하여 존재의 근본을 추론하는 형이상학 논증에 가깝다고 할 수 있다. 게다가 많은 경우 실제로 알려진 과학적 사실을 짜깁기하여 유사하지만 오류가 있는 다른 이론으로 변형하고, 이를 과학계의 정설인 것처럼 내세운 다음 이를 공격하는 허수아비 때리기 오류를 자주 범하고 있다.

### 환원 불가능한 복잡성

#### 개념 및 문제점
환원 불가능한 복잡성은 몇 가지 부분들이 합쳐져 기초적인 기능을 하는 시스템에 대해 어떤 한 부분만 없어도 그 기능을 수행하지 못한다는 사이비과학적 개념으로, 마이클 비히에 의해 정의되었다. 환원 불가능한 복잡성은 지적설계론을 뒷받침하는 하나의 중요한 개념인데 지적설계론의 옹호자인 마이클 비히의 저서인 ‘다윈의 블랙박스’에서 처음으로 소개되었다. 마이클 비히는 이 개념을 쉽게 설명하기 위해 쥐덫을 예로 들었다. 쥐덫은 바닥, 스프링, 망치, 막대, 집게로 구성되어있는데 이 중 하나를 없애거나 위치를 잘못시키면 제대로 작동할 수 없다. 비히는 환원 불가능한 복잡성의 정의를 가지고 증명된 이론인 진화론을 반박하려 했다. 비히의 주장에 따르면, 진화론에서 어떤 기관은 갑자기 창조된 것이 아니라 원시 기관이 꾸준히 변화된 결과로서 존재한다. 또한 변화의 과정 속에서 기관은 같은 메커니즘을 통해 작동한다. 따라서 현존하는 기관은 불완전하지만 기능을 하는 선구적 기관이 있었어야 한다는 주장이다. 환원 불가능한 복잡성을 가진 시스템에 대해 이 논리를 적용시켜 볼 경우, 진화론이 맞다면 이 시스템은 과거엔 지금보다 불완전한 시스템이었을 것이다. 하지만 환원 불가능한 복잡성의 정의에 불완전한 시스템은 제 기능을 하지 못한다. 이는 변화의 과정에서 기관은 같은 메커니즘을 통해 작동한다는 진화론의 주장에 모순이 된다고 주장한다. 이 모순을 피하려면 환원 불가능한 복잡성은 선구체로부터 변화된 것이 아닌 어떤 지적인 존재에 의해 창조되어야만 한다는 것이 비히의 주된 논리이다. 이것은 문제점을 안고 있는 주장으로, 진화 과정에서의 기능변화가 자주 일어난다는 점이 밝혀져있는 현재에는 받아들이기에는 시대착오적인 점이 있다. 

#### 기타
한편, 비히가 주장한 환원 불가능한 복잡성의 핵심은 "어떻게" 그것이 조립되었는가를 말하는 것이라고 원래의 개념을 재정의하는 경우도 있다. 예를 들어 조직화 이전의 개체들이 고유의 기능이 있었다고 하더라도, 그 개체들이 원래 하던 기능을 버리고, 새로운 기능을 하기 위해 다른 개체들과 복잡한 형태로 조직화되는 것은, 특정한 "목적성"을 띈 것이라고 봐야 한다는 주장이다.
그러나 이는 진화의 메커니즘 중에서 공진화라는 과정을 통해 이러한 기능들의 상보적 복잡성이 형성되는 방식에 대해서는 이미 밝혀져 있다. 즉, 이미 알려진 사실에 대해 무지에 호소하는 논증은 성립될 수 없으므로, 원래의 개념 자체를 재정의한다고 해도 이 경우에는 "환원 불가능한 복잡성" 즉 무지에 호소하는 "목적론적 논증"의 기본 전제가 반증된 것이라고 볼 수 있다.

### 특정 복잡성

#### 개념
다른 종류의 복잡성인 특정 복잡성은 지적설계론의 옹호자인 윌리엄 뎀스키가 그의 저서 ‘설계 추론과 유료 점심(The design inference and no free lunch)에서 제안한 의견이다. 어떠한 패턴이 명확하다는 것은 패턴을 이루는 부분들이 명확한 정보로 주어진다는 것이고, 어떠한 패턴이 복잡하다는 것은 그 패턴이 무작위적으로 생성될 확률이 낮다는 것이다. 뎀스키는 명확한 복잡성은 이 두 성질을 모두 만족하는 패턴에 있다고 주장했다. 한 예로 그는 다음과 같은 설명을 했다.
- 알파벳을 이용하여 만들어진 '글자 하나'는 명확하지만 복잡하지 않다. ex) "A", "k", "T"

- 다시 알파벳을 이용하여 만들어진 '무작위적 배열로 만들어진 긴 문장'은 복잡하지만 명확하지 않다. ex) "kdkow oixdkjd sidfowl dksjf skdjf hwoka ldnfks"

- 셰익스피어의 작품은 명확하고 복잡하다.[9] ex) "To be or not to be that is the question!"

그는 생명체는 명확한 복잡성을 띤다고 주장했다. 즉, 각각의 모든 기관들은 명확하지만 그 기관들이 조합되는 과정은 결코 무작위적이지 않고 오히려 지금 인간이 가지는 배열을 완성시킬 확률은 지극히 낮다는 것이다. 따라서 그는 생명체는 무작위적 진화로부터 발전될 수 없다고 주장했다.

#### 학계의 반박
하지만 뎀스키의 주장에는 몇 가지 결함이 있다. 우선 그가 사용한 용어들의 관계에 대한 의문이다. 그는 복잡성, 명확성, 그리고 이들을 수학적으로 계산하기 위해 '정보', '일어나지 않을 확률' 등과 같은 용어를 썼는데 문제는 이 용어들을 구분하지 않고 상호교환하여 사용했다. 또한 명확한 복잡성을 유의미하게 만들기 위해 도입한 수학적 설명은 대부분의 경우에 들어맞지 않는다. 생물체가 명확한 복잡성을 띤다는 주장에 대한 반증도 있었는데 비선형체계와 세포자동자를 연구하는 학자들이 매우 간단하거나 무작위적인 과정을 통해 매우 복잡한 패턴을 형성할 수 있음을 증명하였다.

### 미세조정 우주

#### 개념
우주상에서 생명체가 탄생, 또는 존재하기 위해서는 필요한 조건들이 매우 많다. 이 조건들은 대개 어떤 기초적인 물리상수들과 힘들인데 생명체가 탄생, 존재하기 위한 물리상수들의 범위는 매우 좁다. 따라서 어떤 한 상수라도 그 값이 조금이라도 틀어진다면 이 우주상에 생명체는 존재할 수 없다. 심지어 별이나 은하까지 생성될 수 없는 조건이 돼버린다. 현재의 우주는 생명체가 있으므로 이러한 상수들이 치밀하게 조정되었다 할 수 있다. 지적 설계론자들은 생명체들이 탄생하는 사건의 확률이 위와 같은 상수들의 범위를 따진다면 매우 희박하여 우연히 일어날 수 없다고 주장한다. 즉, 그들의 주장은, 생명체는 어떤 지적인 존재에 의해 치밀하게 조정된 우주에서만 발생할 수 있다는 것이다.

#### 학계의 반박
하지만 이 주장은 검증이 불가능하고 과학적이기보다는 형이상학적이라는 비판이 있다. 몇몇 과학자들은 현존하는 증거들만으로 이 주장을 뒷받침할 수 없다고 주장한다. 또한 생명체를 위한 우주의 비현실적인 낮은 확률도 다른 형태의 생물체의 가능성을 무시했다는 논쟁이 있다. 즉, 물리상수들이 조금 다르면 현존하는 형태의 생물체는 발생할 수 없지만 다른 형태의 생물체는 발생할 수 있다는 비판이다. 상당수의 과학자들은 현존하는 형태의 생물체가 존재할 확률을 계산하는 과정에서 문제를 제기하였다. 계산에 도입된 여러 물리상수들은 독립적이지 않고 상당히 연관되어 있다. 하지만 계산과정에서는 이 상수들을 독립적이라고 두고 계산하였기 때문에 계산된 확률과는 다르다. 확률 산출의 불가능성과 연속시행 등의 개념을 고려하지 않으므로 수학적으로 엄밀하지 않다는 의견도 있다.
또한 이는 지나친 인간중심주의로 인해 "미세조정"의 주체와 객체를 거꾸로 착각한 것이라고 할 수 있다. 즉, 생명 탄생을 위해 우주가 미세조정된 것이 아니라 그 반대로 미리부터 존재하고 있던 우주에 의해 미세조정되어 생명이 탄생한 것이라고 할 수 있다. 진화생물학자 리처드 도킨스는 이에 대한 예로써 더글러스 애덤스의 "물웅덩이의 생각"을 제시했다.

물웅덩이가 아침에 깨어나서 이렇게 생각하는 것을 상상해 보자. '참 내게 맞는 재밌는 세상, 내게 맞는 재밌는 구멍이야. 아주 편안하게 내게 딱 맞지 않아? 사실, 내게 딱 들어맞게 존재하는 바닥의 이 구멍은 내가 여기 있도록 만들어져 있는게 틀림없어!' 이윽고 태양이 하늘에 떠올라 공기가 뎁혀지면서 그 웅덩이가 점점 작아지지만, 그 웅덩이는 아직도 이 세상은 자신이 그 구멍에 고여 있도록 만들어져 있기 때문에 모든 것이 잘 될 것이라는 생각을 놓지 못한다. 그 웅덩이는 자신이 사라지는 순간에야 깜짝 놀라게 될 것이다. 나는 이런 생각을 경계해야 한다고 본다.

### 시계공 논증

#### 개요
19세기 초 윌리엄 페일리(William Paley)가 지적 설계에 대한 논리적 근거로 '시계공 논증'을 내세웠다. 그 핵심 내용은 다음과 같은 것이 있다. 풀밭을 걸어가다가 '돌' 하나가 발에 채였다고 상상해 보자. 그리고 그것이 어떻게 거기에 있게 되었는지 의문을 품는다고 가정해 보자. 내가 알고 있는 것과는 반대로, 그것은 항상 거기에 놓여 있었다고 답할 수 있을 것이다. 그리고 이 답의 어리석음을 입증하기란 그리 쉽지 않을 것이다. 그러나 돌이 아니라 <시계>를 발견했다고 가정해 보자. 그리고 어떻게 그것이 그 장소에 있게 되었는지 답해야 한다면, 앞에서 했던 것 같은 대답, 즉 잘은 모르지만 그 시계는 항상 거기에 있었다는 대답은 거의 생각할 수 없을 것이다. 시계는 제작자가 있어야 한다. 즉 어느 시대, 어느 장소에선가 한 사람, 또는 여러 사람의 제작자들이 존재해야 한다. 그는 의도적으로 그것을 만들었다. 그는 시계의 제작법을 알고 있으며 그것의 용도를 설계했다. 시계 속에 존재하는 설계의 증거, 그것이 설계되었다는 모든 증거는 자연의 작품에도 존재한다. 그런데 그 차이점은 자연의 작품 쪽이 상상을 초월할 정도로, 또는 그 이상으로 훨씬 더 복잡하다는 것이다. 당시 복잡한 기계의 대표격인 시계를 가지고 그 복잡성을 생명의 복잡성과 비교하면서 생명이 설계되었음을 역설한 페일리의 논증은 대표적인 설계논증이라고 할 수 있겠다.

#### 문제점
그러나 그 논증은 19세기 후반에 이르러 찰스 다윈의 진화론 등장 이후에 주목받지 못했으며, 생명의 복잡성은 드 브리스의 돌연변이 가설이나, 다윈과 월리스의 자연선택과 멘델의 유전법칙 등의 진화론에 근거한 이론 등의 설명이 주목받게 되었다. 특히 '시계공 논증'에 대해서는 영국의 생물학자인 리처드 도킨스에 의해 눈먼 시계공 논증을 통해 반론이 제기되어, 오늘날에는 더 이상 지적 설계론자들 사이에서도 그다지 주목을 받지 못하고 있다.

## 지적 설계론과 진화론

### 지적 설계론 신봉자들의 주장
지적설계론 및 창조과학 지지자들의 주장에 따르면, 진화론은 현재의 생명체 다양성에 대해 단일 생명체의 점진적인 변화가 그 원인이고, 단순한 생물체가 먼저 출현하고 그 뒤로 점점 복잡한 생물체가 나타났다는 주장이다. 진화론은 그러한 변화에 대해 생명체 내부 즉, 생명체의 자발적 의도나 생명체 외부의 진화 유도자를 부정한다고 주장한다. 지적설계론은 생명체의 생명 현상에서 '의도적 요소'가 발견된다면, 그것이 지적 존재의 개입의 증거가 되기 때문에 다양한 생명체의 기원은 지적 존재에 의한 것일 수 있다는 논증을 이용하여 생명에 대한 과학적 사실인 진화론를 반증하고자 한다.

### 학계의 반박
하지만 이러한 시도는 대부분 검증 및 반증이 불가능한 비과학적 가정에 의존한, 비논리적이며 설득력이 떨어지는 주장이므로 학계에는 받아들여지지 않고 있다. 지적설계론이 설명하는 진화론은 현대 진화론의 주류 학설과는 전혀 다르며 이는 자신들만의 "틀린 진화론"을 만들어 놓고 그 오류를 공격함으로써 논쟁에서 이기기 위한 허수아비 때리기 오류라고 할 수 있다. 현재까지 알려져 있는 진화의 동력은 단순히 우연에 의한 것이 아니라 '우연과 필연'이 함께 작용하는 것이다. 구체적으로 말하자면 진화의 주요 동력은 변이(mutation)-이주(migration)-부동(drift)-선택(selection) 등이며, 진화는 이러한 메커니즘이 복합적으로 작용하여 일어난다.
또한 현대 진화학은 화석으로 밝혀진 점진적인 변화와 단속평형에 따른 패턴 분석을 통해 현재의 생명체 다양성이 이루어진 것을 밝혀냈다. 이것은 과학적 논증으로, 실험진화로써 증명되었으며, 고속진화(Rapid Evolution)라는 눈에 보이는 단기간의 진화 또한 관찰되었다. 또한 지적설계론자로서는 극히 드물게 생화학 전공자인 마이클 비히가 진화를 반박하고자 썼던 논평은 "근거없는 생물학적 가정에 의존하여 잘못된 수학적 모델을 사용한 비논리적 주장"에 불과하다는 평을 듣고 있다.
이와 같은 메커니즘에서는 디자이너를 수용하지도, 거부하지도 않으며 해당 형이상학적 판단에 대해 진화학은 과학으로서 중립적 시각을 갖고 있을 뿐이다.

## 지적 설계론의 한계
지적 설계론은 과학계의 주류를 이루고 있는 진화론을 의심한다고 주장하지만 결론적으로 이는 진화에 대한 이해가 부족해서 생기는 잘못된 프로파간다 운동에 가깝다. 신봉자들은 만약 정말로 생명체에서 '의도적 요소'가 발견된다면 진화론을 뒤집을 수도 있을 것이라 주장하지만, 이는 현대 진화론을 제대로 이해하지 못하기에 나타나는 현상인 것이다. 또한 '의도적 요소'라는 것을 규명하기 위해서는 먼저 의도의 내용이 무엇인지, 어떤 의도를 가지고 만들었는지를 규명해야 한다. 그러나 그러한 '의도에 대한 해석'은 다분히 연구자의 주관적인 판단일 수 밖에 없다. 물론 가장 가능성이 크다고 추론되는 의도를 예상할 수는 있겠지만 그것 역시 추론일 뿐인 것이다. 그 의도의 발현자가 "진정한 의도"를 알려주기 전까지 그 의도가 무엇인지는 그 누구도 단정지어 말할 수 없다.
태생적으로 지적설계론은 "공무원의 지위를 이용한 특정 종교 강요를 금지"하는 미국 수정헌법 제1조의 위반을 회피하여 학교에서 기독교의 창조론을 과학 시간에 진화론 대신 가르치려는 목적으로 하나님이라는 용어만을 제거한 변형된 형태의 기독교 창조론이다. 따라서 지적 존재에 의한 생명체의 설계를 주장하는 것은 과학적으로 의미가 없는 것이다. 왜냐 하면, 과학 이론은 기본적으로 반증이 가능해야 하는데, 틀릴 가능성을 제시할 수 없는, 즉 반증 불가능한 이론은 과학 이론이 아니기 때문이다. 따라서 과학적으로 증명 및 반증이 불가능한 초자연적 또는 초과학적 지적 설계자의 존재를 전제할 경우 그 이론은 과학 이론이 아니라 형이상학 논증이 된다. 형이상학은 존재의 근본을 연구하는 학문이며, 존재의 현상과 과정 및 원리를 연구하는 자연과학과 상호 배타적으로 구분되는 분야이므로, 지적설계론은 자연과학의 분야가 아니며 이를 굳이 "과학"이라고 주장하게 되면 의사과학 범주에 속하게 된다.
그리고 지적 존재가 누구인지 명확하게 제시하지 않은 점 때문에 지적설계론은 외계인에 의한 인간 창조를 주장하는 라엘리안 무브먼트 등에서 더 활발하게 이용되고 있으며, 기독교 근본주의적 창조과학을 주장하는 집단에게도 강한 비판을 받고 있다.
진화가 직접 관찰 가능한 현대에 지적설계론은 이론이 아닌 일종의 형이상학적 탐구에 머무를수밖에 없다는 결론에 이르게 된다.

## 지적 설계론과 기독교 창조론
기독교 창조론은 "신이 의도를 가지고 세상을 만들었다"라는 주장인데, '신'을 '지적 존재'로 대치하면 지적 설계와 문맥이 같으며, 넓은 의미에서 기독교 창조론은 지적 설계론의 구체적인 모델이라고 할 수 있다. 그러나 지적 설계론이 반드시 기독교 창조론을 의미하는 것은 아니다. 지적 설계론은 기독교 창조론의 일반화 과정에서 나왔다고 할 수 있다. 모든 사람들이 '하나님'이란 존재와 '하나님의 창조 행위'에 대해 공감하는 것은 아니기 때문에 '하나님'을 대치하여 '그 누군가'정도로 약화시키고 '우주, 지구, 생명체'를 관찰의 대상으로 설정하여, 논증과 추론이 가능하도록 논리, 수학적 이론의 형태를 취한 것이다.

## 지적 설계론의 옹호자들
일반적으로 비과학 전공자가 대다수이며, 철학으로서 지적 설계론을 주장하는 사람들과 사이비과학으로 주장하고 있는 사람들로 나뉘어진다. 전자는 지적 설계론의 형이상학 탐구에 결정적 영향을 미쳤으며, 후자는 지적설계론의 쇠퇴에 크게 기여하게 되었다.

### 철학으로서의 지적설계론
지적설계론이 철학적, 형이상학적으로 갖는 의미는 신학의 발달과 함께 이루어졌다. 이는 자연과학에 해당하는 진화학과 대립되는 것이 아닌, 철학이라는 위치에서 진화와 같은 관찰 가능한 사실을 수용하는 경우가 대부분이었다. 이는 철학으로서의 유물론에 대비되는 철학적 패러다임을 형성할 수 있게 되었으며, 자연과학으로서의 진화 이론을 직접적으로 부정하지 않는 것이 일반적이며, 진화를 하나의 설계현상으로 보는 유신 진화론에서도 받아들이는 경우가 많다.

#### 윌리엄 페일리

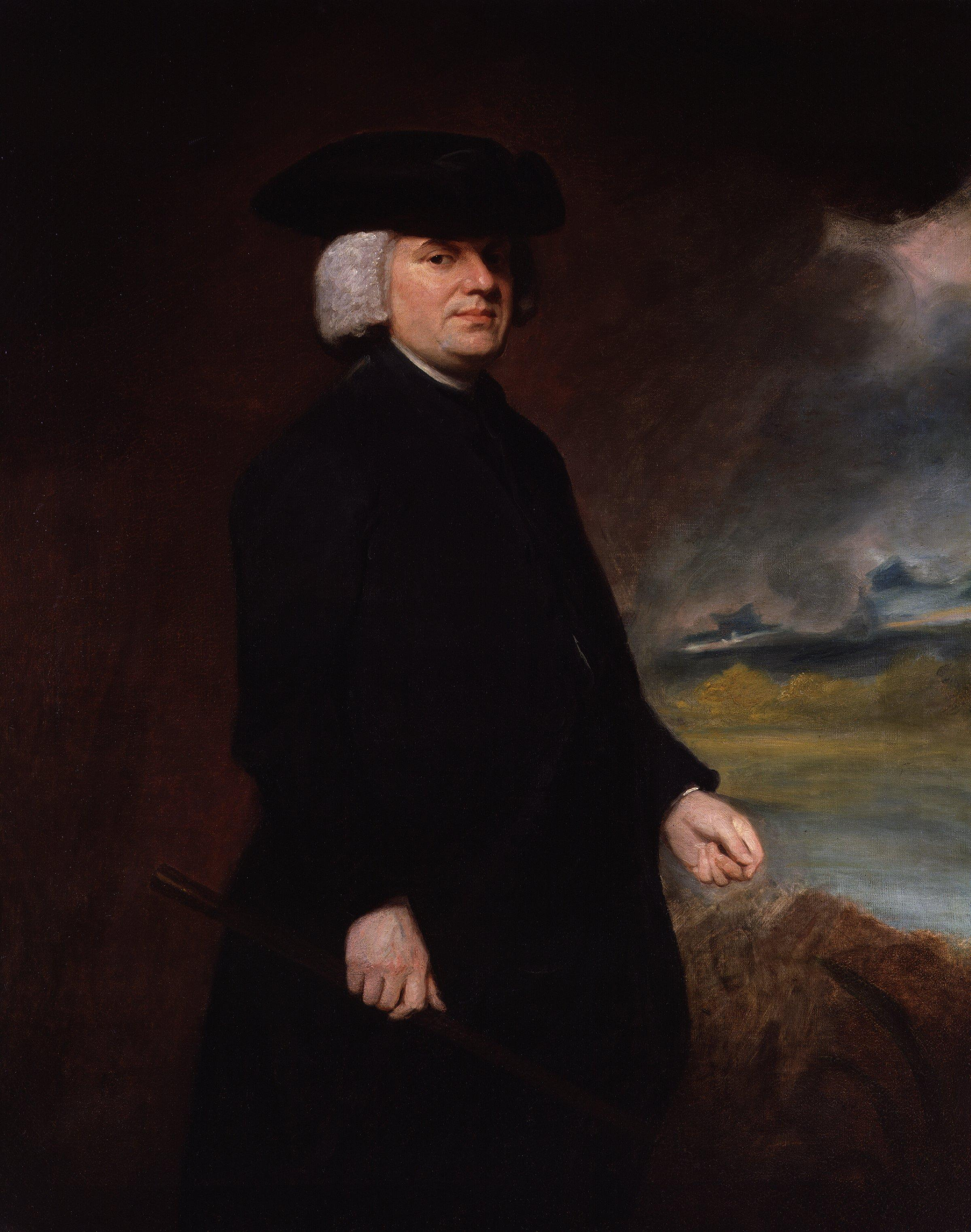
윌리엄 페일리

누군가가 길을 가다가 길에 떨어져 있는 시계를 본다면 그 시계가 우연히 만들었다고 생각하지는 않을 것이다. 그 시계는 만든 사람이 있어야 한다. 시계를 만든 이유가 있어야 하고 만든 사람들 과정이 있어야 할 것이다. 신학자 윌리엄 페일리가 말하고자 했던것은 수 많은 자연적 대상들에 대해서도 같은 적용을 해야 한다는 것이다. 시계와 같은 제품들이 자신의 기능을 하기 위하여 치밀하게 조립되어 있는 것처럼 자연의 모든 산물들 역시 자신의 기능을 하기 위하여 치밀하게 제작되어 있다는 것이다.
윌리엄 페일리의 이런 단순한 지적 설계 개념은 그 후 많은 사상가들에게 영향을 미쳤다. 그는 우주에서 이러한 정교한 제작이 이루어졌다는 사실을 기반으로 하나님의 존재를 입증하려고 하였다. 반면에 자연 신학자들은 하나님의 존재를 자연에 대한 지식으로부터 도출해 내려고했다. 윌리엄 페일리의 이러한 지적 설계 논증은 철학 및 형이상학적 측면에서 발달을 가져왔으며, 자연과학과는 별개로 철학으로서의 지적설계의 의미를 담으려고 했던 점은 어느정도 인정받고 있다.

### 사이비과학으로서의 지적설계론
그러나 필립 존슨과 그 이후의 지적설계론은, 철학으로서의 유물론과 자연과학으로서의 진화의 개념에 대한 이해의 부족 혹은 마이클 비히로 대비되는 비과학적 주장들을 싣게 되면서 사이비과학으로 현재 분류되고 있다. 아래 나열된 옹호자들은 바로 이런 사이비과학으로서의 지적설계를 옹호하는 경우에 해당한다.

#### 필립 존슨 (Philip Johnson)

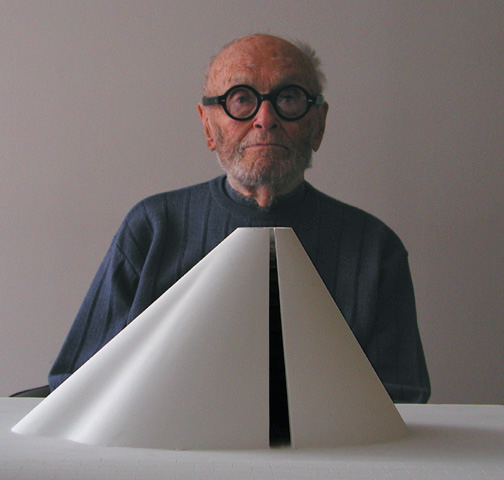
필립 존슨

캘리포니아 대학 법학 교수 필립 존슨은 지적 설계 운동의 시초로 알려져 있다. 그가 유명한 이유는 이 세계에 신은 감각과 이성으로도 알 수 있고 존재하는 유신론적 실재론에도 있다. 신이 없는 철학적 자연주의의 과학 지상주의의 세계와 신과 종교가 지배하는 신앙중심주의 세계의 중간에 서 있는 이 철학은 무신론적 유물론이 지배하는 세계를 비판하고 있으며, 이에 다윈의 유물론적 진화론에 대한 반대를 가져오는 문제점을 낳았다. 이러한 그의 주장은 무조건적으로 신의 존재와 창조를 믿으라는 젊은 지구 창조설과는 차별성이 있는 것이라고 주장하며, 그의 주장이 지적 설계라는 것으로 해석된다.
존슨은 1991년에<심판대 위의 다윈>, <창조가설:우주 설계의 과학적 근거>, <균형 잡힌 이성>등 여러 권의 책을 냈다. 진화학 반경의 미국국립과학 교육센터 스콧은 존슨의 <심판대 위의 다윈>에 대한 평에 존슨의 진화학에 대한 입장을 다음과 같이 나타냈다. 그는 책에서 유신론적 진화가 가능하다고 말하지만 그것을 믿지 않는다. 그는 젊은 지구 창조설자가 아니며 사실상 그러한 의견을 무시한다. 그를 아마도 오랜 지구 창조설자라고 말할 수 있다. 그의 종교적인 관점에서 출발하여 진화학에 관심을 가지기 시작했다. 그는 자연선택에 따른 진화 속에서는 삶의 의미가 없어지고 도덕 및 윤리 체계가 사라진다고 잘못 생각했다. 따라서 <삼판대 위의 다윈>를 쓴 그의 의도는 다윈이 주장하는 자연선택은 불가능하며, 따라서 진화 역시 불가능 하다고 주장하는 문제점을 낳게 되었다. 따라서 그의 신학적 견해 가 유지 된다는 것을 나타내려고 했다. 그는 다윈이 주장하는 것이 본래 무신론적인, 자연주의적인 철학이라고 주장한다. 이는 과학 전공자가 아닌 필립 존슨의 한계에서 비롯되었다고 이해할 수 있다. 그의 형이상학적 측면에서의 지적설계를 주장한 것은 큰 반향을 일으켰으나, 인간 게놈 프로젝트가 태동하며 진화가 직접 관찰이 가능해지기 시작한 시점에 이를 철학이라고 주장한 것은 큰 문제점을 담고 있었다.

#### 마이클 비히

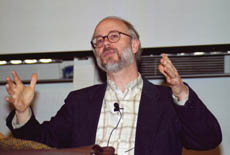
마이클베히

1996년 <다윈의 블랙 박스:진화에 대한 생화학적 도전>출간은 지적 설계 운동을 전개하는데 결정적인 사건으로 자리 잡는다. 지적설계연구회 회장인 이승엽 서강대 교수는 지적 설계운동의 발전에 대해서 두 사건이 결정적 요인을 끼쳤다고 말하는데 하나는 순수한 '단지 창조'를 논의하기 위한 학술회의가 열려 지적설계 연구 프로그램이 제안됐다는 것이고 두 번째 사건이 바로 ‘다윈의 블랙박스’의 출간이다. 이 책에서 비히는 지구상에는 '환원 불가능한 복잡성'의 성질을 갖고 있는 시스템들이 있으며 이런 것들은 모두 설계의 증거들이라고 주장한다. 이 책을 통해서 처음으로 지적 설계를 과학과 적용시켰으며, 생물학 연구 프로그램의 구체적인 모습이 드러나게 되었다."
비히가 출간한 '다윈의 블랙 박스'와 지적 설계론의 개념중 하나인 '환원 불가능한 복잡성'의 의미는 비히를 비판한 필립 존슨의 1996년 '정말 같지 않은 산에 오르기 그리고 다윈의 블랙 박스'라는 글에서 이렇게 설명하고 있다.
세계를 지배하고 있는 다윈론을 따르는 생물학자들은 세포를 비분화된 원형질의 물방울이라고 생각했다. 그러나 실제로 그들은 이러한 시스템이 어떻게 작동하는지를 모르기 때문에 생물학적 시스템에 대한 유물론자의 진화론적 시나리오를 막무가내로 제시할 수 있었다. 생명체는 그들에게 '블랙 박스'-아무도 모르는 메커니즘에 의해 훌륭한 일을 하는 기계였다.
비히는 이제 생화학자들이 블랙 박스의 내부의 부분을 탐구할 수 있고 그들이 안에서 발견한 것은 '비환원 복잡성'이라고 주장한다. 여러 개의 잘 조합된, 기본 기능에 기여하는 상호작용하는 부분들, 어느 하나를 제거하면 그 시스템의 효과적인 기능을 정지 시키는 부분들로 구성된 시스템은 '비환원 복잡성'이다." 비히는 비환원 복잡성을 설명하기 위해서 쥐덫을 예시로 들었다. 쥐덫을 구성하는 여러 가지 장치중에서 만약 한 개라도 장치들이 고장 나거나 없어져 버린다면 그 쥐덫은 쥐를 죽일 효과적인 장치로 기능을 할 수 없다. 반면에 자연적인 현상으로 쥐덫이 점차적으로 완성될 수는 없다. 마지막 부품이 조합될 때까지 작동하지 않는다. 비히는 이것을 토대로 지적 설계가 필요하다고 주장했다.
비히는 복잡한 생화학 시스템이 어떻게 다윈론자 취향의 비환원성 과정에 의해 만들어질 수 있는지 자세한 시험할 수 있는 시나리오를 낸 과학적인 잡지가 없다고 주장했다. 비히는 과학적 사실들을 유물론이라 주장하며, 교회의 가르침과 상반되지 않을지 모른다는 법칙과 동등하다고 주장한다. 하지만 그는 제대로 된 증거를 제시하지 못했으며, 도버재판의 결과로 본인의 주장에서 사용한 예시는 모두 반박됨으로써, 지적설계가 과학적 논증이 아니라는 결과를 가져와 이후 쇠퇴를 가져오게 되는 계기가 되었다.

#### 윌리엄 뎀스키

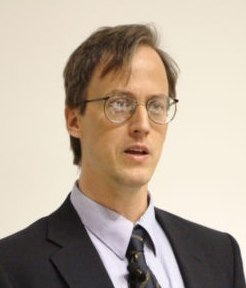
윌리엄 뎀스키

윌리엄 뎀스키는 1998년 <설계 추론: 작은 확률을 통한 우연의 제거>를 출간하였다. 그는 확률과 정보이론을 사용하여 무작위적인 과정 즉, 지적설계론 옹호자들이 주장하는 다윈식 진화가 생물로 하여금 지금의 복잡성을 띄게 될 수 없다고 주장했다. 뎀스키는 시카고 대학에서 수학으로 박사 학위를 받고 현재 베일러 대학 교수이며, 확률, 정보이론에서 전문성을 가지고 있다고 할 수 있지만 생화학 및 생물학에 관해서는 비전문가에 가깝다.
그는 교회에서 연구비를 지원받아서 지적설계를 연구한다고 주장하지만, 실제로 연구활동이 이루어지지 않으며, 관련 논문 역시 존재하지 않는다. 그는 자신이 지적설계론에 대해서 관심을 가지게 된 이유가 복음주의 기독교 신자라는 사실과도 관련이 있으나 자신의 지적설계 논증은 과학적으로도 반증되어 질수 없다고 주장한다. 뎀스키는 <설계 추론>에서 자연에는 규칙적, 무작위적 그리고 설계된 세 가지 필수 형태의 현상이 있다고 주장한다. 행성들이 별을 도는 것과 같의 물리적인 현상은 규칙적인 것이며 동전을 던지는 것과 같은 행동은 무작위 적인 것이다. 그 외의 것이 뎀스키의 해석 필터, 즉 사람이 설계를 감지할 수 있다고 이야기하는 복잡성과 구체성이 있다는 주장을 한다. 물리적 법칙과 무작위적 사건의 연속에서도 오랑우탄의 타이핑과 같이 무엇인가 의미 있는 것을 만들 수 있다고 주장했다. 그러나 신호가 길고 복잡할수록 우연으로 판단하기가 어려워진다. 즉, 문제 해결의 어려움 또한 사건이 일어날 작은 확률로 해석되는 것이 복잡성이라고 주장한다. 구체성은 식별 할 수 있는 패턴을 가리키며, 이는 어떤 종류의 자료가 중요한지를 결정하는데 필수적이라고 주장한다. 뎀스키는 복잡성과 구체성을 설명하기 위해서 외계 지적 생명탐사 연구자가 받는 신호를 예로 들었다.
그의 주장은 다수의 오점이 있다. 예를 들어연구자가 4개의 소수로 된 암호화된 것으로 보이는 수열을 포획다. 이런 신호는 누군가의 의도에 의해 만들어졌을수도 있으나 우연히 만들어졌다고 해도 믿기 어렵지는 않다. 그러나 신호가 2와 101 사이의 모든 소수를 암호화 할 수 있도록 길다면, 이러한 신호가 우연히 만들어졌다고 보기는 어려울 것이며, 어떤 의도에 의해 치밀하게 만들어졌다고 할 수 있다고 주장하는 것이다. 다시 말해서 이 신호는 의도적으로 설계된 것이라고 말할 수 있다고 주장했다. 하지만 이것은 억측에 가깝다고 볼 수 있다.

## 같이 보기
- 진화

- 창조주의
  - 젊은 지구 창조설
  - 오랜 지구 창조설
  - 유신진화론

- 의사과학
  - 창조과학
  - 쓰레기과학
  - 연구 부정행위
  - 격변설
  - 환원 불가능한 복잡성
  - 눈먼 시계공
  - 반지성주의

- 기독교 근본주의
- 라엘리언 무브먼트
- 스콥스 재판

- 키츠밀러 vs 도버 교육청 재판(영문)
- 목적론적 논증(영문)

## 참고 자료
- 2009,진화론 창조론 논쟁의 이해(저자:강건일)
- 2009,다윈주의와 지적 설계론(저자:존 벨라미 포스터, 브렛 클라크 외 1명)
- 2008,생명과 우주에 대한 과학과 종교논쟁 최근 50년(저자:래리 위덤)
- 2010,과학과 종교는 적인가 동지인가(저자:로널드 넘버스)
- 2009,종교전쟁(저자:장대익, 신재식)